# Impieratrica Marija (1913)

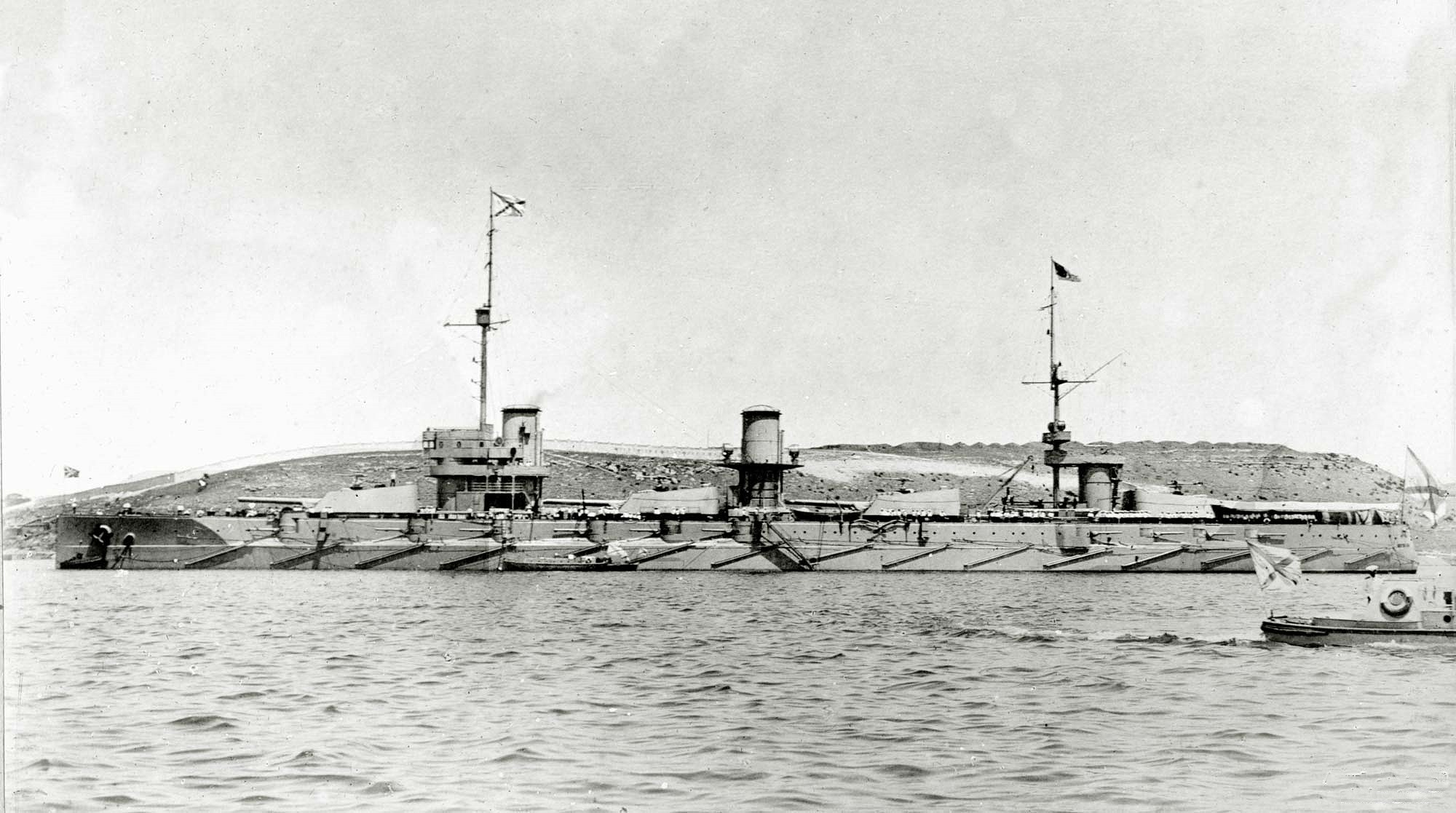
„Impieratrica Marija” w Sewastopolu w 1916

Impieratrica Marija (Cesarzowa Maria) – rosyjski pancernik typu Impieratrica Marija z okresu I wojny światowej, nazwany imieniem Cesarzowej Marii Fiodorownej. Zatonął w październiku 1916 po wybuchu dziobowego magazynu amunicji.

## Historia
W 1911 złożono zamówienie na dwa pancerniki typu Impieratrica Marija w znajdującej się w budowie stoczni „Russud”. Jednym z powodów przyznania nowo budowanej stoczni tak dużego zamówienia był fakt, że wśród jej właścicieli byli członkowie rodziny carskiej. Uroczyste rozpoczęcie budowy nastąpiło 11 czerwca 1911 w Mikołajowie. Położenie stępki miało miejsce 17 października 1911 na pochylni, będącej jeszcze w budowie. Zakładano, że „Impieratrica Marija” będzie okrętem flagowym Floty Czarnomorskiej. Przy budowie korzystano z pomocy technicznej brytyjskiej stoczni John Brown & Company z Clydebank. Zgodnie z postanowieniami kontraktu okręt miał być zwodowany do lipca 1913. Zastrzeżono zastosowane rosyjskich materiałów, z wyjątkiem tych, które w Rosji nie były wytwarzane. W związku z tym w Wielkiej Brytanii zamówiono m.in. turbiny parowe i śruby napędowe. Wodowanie „Impieratrica Marija” nastąpiło 6 października 1913. Po wybuchu I wojny światowej w sierpniu 1914 podjęto decyzję o przyśpieszeniu jego budowy.
Okręt wszedł do służby w czerwcu 1915. Jego głównym przeciwnikiem w rejonie Morza Czarnego były okręty tureckie. Pierwszym dowódcą (jeszcze w trakcie budowy), do 29 marca 1916, był Polak Kazimierz Porębski. 30 września 1915 okręt wyszedł w swój pierwszy rejs bojowy, którego celem był ostrzał zagłębia węglowego leżącego na tureckim wybrzeżu. Przez kolejne miesiące okręt uczestniczył w eskortowaniu jednostek transportowych. Planowano także wykorzystać go w akcji przeciwko tureckim krążownikom. 9 lipca 1916 dzięki informacjom wywiadu udało się przygotować atak na turecki krążownik „Midilli” (eks niemiecki SMS „Breslau”). „Midili” uniknął zatopienia i zdołał odpłynąć jedynie dzięki nagłemu pogorszeniu się pogody.
7 października 1916 doszło do pożaru, a następnie dwóch eksplozji dziobowych składów amunicji. W wyniku wybuchów okręt doznał poważnych uszkodzeń, odwrócił się do góry dnem i zatonął. Zginęło 398 osób. W maju 1919 kadłub okrętu podniesiono z dna i wprowadzono do suchego doku. Złomowanie zakończyło się w 1927.
Zdemontowane podczas złomowania pancernika działa zostały ustawione na platformach kolejowych i były używane jako działa kolejowe TM-3-12.